# Nextcloud
Nextcloud es una serie de programas cliente-servidor que permiten la creación de servicios de alojamiento de archivos. Su funcionalidad es similar al software Dropbox, aunque Nextcloud es en su totalidad software de código abierto. Nextcloud permite a los usuarios crear servidores privados. Su modelo de desarrollo abierto permite añadir y/o modificar la funcionalidad del software del servidor en forma de aplicaciones. Nextcloud es una bifurcación de ownCloud, que también es un software de servicio de alojamiento en la nube.
Fue fundada en 2016 por Frank Karlitschek y una docena de emprendedores e ingenieros. Tiene implantación en más de 20 países con sus oficinas centrales en Berlín y Stuttgart, Alemania.

## Características
- Los archivos Nextcloud son almacenados en estructuras de directorio convencionales y se pueden acceder a través del protocolo WebDAV si es necesario.
- Los archivos son encriptados en la transmisión y opcionalmente durante el almacenamiento.
- Los usuarios pueden manejar calendarios (CalDAV), contactos (CardDAV), tareas programadas y reproducir contenido multimedia (Ampache).
- Permite la administración de usuarios y grupos de usuarios (vía OpenID o LDAP) y definir permisos de acceso.
- Posibilidad de añadir aplicaciones (de un solo clic) y conexiones con Dropbox, Google Drive y Amazon S3.
- Disponibilidad de acceso a diferentes bases de datos mediante SQLite, MariaDB, MySQL, Oracle Database, y PostgreSQL.
- Disponibilidad de un software llamado Nextcloud box basado en Raspberry Pi que funciona en Ubuntu Core.
- Posibilidad de integrar los editores en línea ONLYOFFICE mediante la aplicación oficial.[5]